# Gmina Shllak
Gmina Shllak (alb. Komuna Shllak) – gmina położona w północno-zachodniej części kraju. Administracyjnie należy do okręgu Szkodra w obwodzie Szkodra. W 2012 roku populacja wynosiła 1544 mieszkańców. 
W skład gminy wchodzi siedem wsi: Vukjakaj-Gegaj, Palaj-Gushaj, Bene, Koni i Madh, Barcolle, Vukaj, Uk-Biba.